# 샤를 보네
샤를 보네(프랑스어: Charles Bonnet, 1720년 3월 13일 ~ 1793년 5월 20일)는 스위스의 박물학자, 식물학자, 곤충학자, 철학자이다. 식물의 잎 배열을 설명하기 위해 잎차례라는 용어를 만든 것으로 유명하다.
보네는 진딧물에서 처녀생식을 처음으로 발견한 사람들 가운데 하나였으며 곤충이 나선형으로 호흡한다는 것을 확인했다. 또한 생물학적 맥락에서 "진화"라는 용어를 처음으로 사용한 사람들 가운데 하나였다. 어린 나이부터 귀가 들리지 않았던 보네는 시력 저하로 고통을 겪었고 그의 연구를 돕기 위해 나중에 조수들을 이용해야 했다.

## 생애
샤를 보네는 제네바에서 피에르 보네와 안마리 륄랭 드 샤토비외 부부의 아들로 태어났다. 부모는 원래 프랑스 출신이었지만 16세기에 개신교에 대한 종교적 박해로 인하여 제네바로 쫓겨났다. 샤를 보네는 7세가 되었을 때에 청력을 잃었고 그로 인해 자연계에 관심을 갖게 되었다. 보네의 학교 친구들이 청각 장애를 이유로 그를 괴롭혔기 때문에 부모님은 보네를 데리고 나가서 개인 과외를 했다. 보네는 1752년에서 1768년 사이의 기간을 제외하고는 제네바 지역을 떠난 적이 없는 것으로 보이는데 그가 제네바 공화국 의회 의원을 역임했던 기간을 제외하고는 어떠한 공적인 일에도 참여하지 않은 것으로 보인다.
보네는 법을 자신의 직업으로 삼았지만 그가 생전에 가장 좋아했던 것은 자연과학 연구였다. 16세 시절에 읽었던 노엘 앙투안 플뤼슈의 《자연의 광경》(Spectacle de la nature)에 나오는 개미사자에 대한 이야기는 곤충의 삶에 관심을 돌렸다. 그는 르네 앙투안 페르쇼 드 레오뮈르로부터 곤충에 대한 연구를 얻었고 살아있는 표본의 도움으로 레오뮈르와 플뤼슈의 많은 관찰을 추가하는 데 성공했다. 1740년에는 과학 아카데미에 진딧물이나 나무 이에서 처녀생식이라고 불리는 것을 확립하는 일련의 실험을 포함한 논문을 전달했는데 이는 그에게 아카데미의 최연소 회원으로 인정되는 영예를 안겨주었다. 보네는 그 해 동안에 히드라속을 발견한 자신의 삼촌인 아브라암 트렘블레와 서신을 주고받았다. 이 작은 생물체는 철학자들과 자연 과학자들이 놀라운 재생 능력을 보았을 때 유럽 전역의 모든 살롱에서 주목의 대상이 되었다. 1741년에는 민물 히드라와 다른 동물들의 잃어버린 부분의 융합과 재생에 의한 번식을 연구하기 시작했고 다음 해에는 애벌레와 나비의 호흡이 기공에 의해 수행된다는 것을 발견했다. 이때부터 기문(氣門)이라는 이름이 붙여졌다. 1743년에는 영국 왕립학회 회원이 되었고 같은 해에 법학 박사가 되었다. 1753년에는 스웨덴 왕립 과학 아카데미의 외국인 회원으로 선출되었고 1769년 12월 15일에는 덴마크 왕립 과학 문학 아카데미의 외국인 회원으로 선출되었다.
보네는 1745년에 프랑스 파리에서 《곤충학 개론》(Traité d'insectologie)을 처음 출간했는데 이 책은 곤충에 관한 그의 다양한 발견과 세균의 발달과 조직적인 존재의 규모에 대한 서문을 담고 있다. 식물학, 특히 식물의 잎들은 그의 관심을 끌었는데 보네는 몇 년 동안에 걸쳐 부지런히 연구했다. 이러한 성과는 1754년에 출간된 《식물에서 잎의 사용에 관한 연구》(Recherches sur l'usage des feuilles dans les plantes)로 이어졌다. 보네는 이 책에서 물에 잠긴 식물 잎에 기포가 형성되어 가스 교환을 나타냄을 관찰하며 무엇보다도 식물이 감각과 분별력을 부여받았다는 것을 보여주는 경향이 있는 많은 고려를 진행한다. 그러나 완전히 실명할 것 같은 보네의 시력은 그가 철학으로 눈을 돌리게 만들었다. 1754년에는 영국 런던에서 《심리학 에세이》(Essai de psychologie)가 익명으로 출판되었다. 1760년에는 덴마크 코펜하겐에서 《영혼의 능력에 대한 분석적 고찰》(Essai analytique sur les facultés de l'âme)이 출판되었는데 이 책은 정신 활동의 생리학적 조건에 대한 자신의 견해를 발전시킨 것이 특징이다.
물리학 분야로 돌아온 보네는 1762년에 네덜란드 암스테르담에서 《조직화된 신체에 대한 고찰》(Considerations sur les corps organisées)을 출간했다. 이 책은 추측적인 측면에서 후성유전학 이론을 반박하는 한편 존재하는 세균의 교리를 설명하고 옹호하는 내용을 담고 있다. 보네는 그의 가장 인기 있고 즐거운 작품들 가운데 하나인 《자연에 대한 고찰》(Contemplation de la nature, 1764년부터 1765년 사이에 네덜란드 암스테르담에서 출간되었으며 이탈리아어, 독일어, 영어, 네덜란드어로 번역됨)에서 자연의 모든 존재들이 연속성의 어떤 단절도 없이 가장 낮은 곳에서 가장 높은 곳으로 점진적인 척도를 형성한다는 이론을 웅변적인 언어로 설명했다. 그는 중요한 마지막 저서인 《순환 철학서》(Palingénésie philosophique, 1769년부터 1770년 사이에 스위스 제네바에서 출간됨)에서 생물의 과거와 미래를 다루고, 모든 동물의 생존과 미래 상태에서의 능력의 완성에 대한 생각을 지지했다. 1779년부터 1783년까지 스위스 뇌샤텔에서 그의 작품들을 모은 《박물학 철학 저작집》(Œuvres d'histoire naturelle et de philosophie)이 출간되었는데 이 책은 부분적으로 보네에 의해 수정되었다.
보네는 1760년에 심리적으로 정상적인 사람들에게 생생하고 복잡한 시각적 환각(가상적 시각적 지각)이 일어나는 샤를 보네 증후군이라고 불리는 상태를 묘사했다. 보네는 87세 할아버지에게서 나타난 이러한 현상을 기록했는데 보네는 두 눈이 백내장으로 인하여 거의 눈이 멀었지만 남자, 여자, 새, 마차, 건물, 태피스트리, 가구 문양을 인식했다고 평가했다. 대부분의 영향을 받는 사람들은 시각 장애를 가진 노인들이지만 이 현상은 노인들이나 시각 장애를 가진 사람들에게만 발생하는 것이 아니다. 이 현상은 또한 그들의 시신경 경로나 뇌의 다른 곳의 손상에 의해서도 발생할 수 있다.
보네의 철학적 체계는 다음과 같이 요약될 수 있다. 인간은 정신과 육체, 하나는 비물질이고 다른 하나는 물질인 두 개의 별개의 물질의 혼합물이다. 모든 지식은 감각에서 비롯된다. 감각은 각각에게 적합한 신경의 진동(물리적 영향이든 단순히 보네가 말하지 않을 결과이든)을 따른다. 마지막으로 신경은 외부의 물리적 자극에 의해 진동하게 된다. 한 번 특정 물체에 의해 움직임이 시작되면 신경은 그 움직임을 재현하는 경향이 있다. 보네에 따르면 이러한 신경의 유연성 증가에 수반되는 감각은 기억의 상태이다. 감각의 획득과 결합에 반영(즉 마음 속의 활성 요소)이 적용될 때 일반적으로 구별되지만 따라서 단지 결합된 감각일 뿐인 추상적인 생각들이 형성된다. 마음을 활동에 투입하는 것은 기쁨이나 고통이다. 행복은 인간 존재의 끝이다.
보네의 형이상학적 이론은 고트프리트 빌헬름 라이프니츠에서 차용한 두 가지 원리에 기초하고 있는데 첫째는 연속적인 창조 행위가 존재하지 않고 우주는 신의 의지의 하나의 원래 행위에 의해 완성되고 그 후에는 그 자체의 고유한 힘에 의해 진행된다는 것이다. 둘째는 존재의 연속성에 단절이 없다는 것이다. 신적 존재는 원래 자기계발력이 내재된 균들을 단계적으로 만들어냈다. 우주의 진보에서 매 연속적인 단계마다 점진적으로 변형된 이 세균들은 완벽에 가까워진다. 만약 어떤 것들은 진보했고 어떤 것들은 그렇지 않았다면 사슬의 연속성에 공백이 있었을 것이다. 따라서 인간뿐만 아니라 다른 모든 형태의 존재는 불멸이다. 인간의 마음만이 불멸하는 것은 아니다. 그의 몸은 또한 그가 현재 소유하고 있는 몸이 아니라 현재 그의 내부에 존재하는 더 나은 몸으로 넘어갈 것이다. 그러나 거리가 무한하기 때문에 절대적인 완벽에 도달하는 것은 불가능하다.
이 마지막 명제에서 보네는 가장 높은 창조된 존재와 신 사이의 간격을 가정함으로써 그 자신의 연속성 원칙을 위반한다. 끊임없이 완벽을 향해 나아가는 것이 각 개인에 의해 수행되는 것인지 아니면 전체적으로 각 종족의 존재에 의해서만 수행되는 것인지 또한 이해하기 어렵다. 사실 두 개의 뚜렷하지만 유사한 교리 사이에 동요가 있는 것처럼 보인다. 즉 미래의 존재 단계에서 개인의 지속적인 발전과 지구의 연속적인 진화에 따라 종족 전체의 지속적인 발전이 지속적으로 증가하는 것이다. 보네는 1770년에 출간된 《순환 철학서》에서 여성이 미래의 모든 세대에 미니어처 형태로 존재한다고 주장했다. 그는 때때로 호몬쿨리라고 불리는 이 미니어처 생물들이 성경의 홍수와 같은 대재앙에서도 살아남을 수 있을 것이라고 믿었고 더욱이 이러한 재앙들이 진화적 변화를 가져왔고 다음 재앙 이후에는 사람들이 천사가 되고 포유류들이 지능을 얻게 될 것이라고 예측했다.
제임스 버넷은 곤충에 대한 그의 출판물을 연구한 것으로 알려져 있으며 종의 진행에 대한 개념을 발전시키면서 영향을 받은 것으로 알려져 있다. 보네는 1793년 5월 20일에 제네바 인근 장토드에서 오랜 투병 끝에 사망했다. 보네의 아내는 드 라 리브 가문의 부인이었다. 그들은 자식이 없었지만 보네 부인의 조카인 유명한 오라스 베네딕트 드 소쉬르가 그들의 아들로 성장했다.

## 저서
- 《곤충학 개론》 (Traité d'insectologie. 1745년)
- 《식물에서 잎의 사용에 관한 연구》 (Recherches sur l'usage des feuilles dans les plantes, 1754년)
- 《심리학 에세이》 (Essai de psychologie, 1754년, 익명으로 출판됨)
- 《영혼의 능력에 대한 분석적 고찰》 (Essai analytique sur les facultés de l'âme, 1760년)
- 《조직화된 신체에 대한 고찰》 (Considerations sur les corps organisées, 1762년)
- 《자연에 대한 고찰》 (Contemplation de la nature, 1764년)
- 《순환 철학서》 (Palingénésie philosophique, 1769년)
- 《박물학 철학 저작집》 (Œuvres d'histoire naturelle et de philosophie, 1779년 ~ 1783년, 총 8권)